# Юлих-Клеве-Берг
Герцогство Юлих-Клеве-Берг — государство в составе Священной Римской империи, существовавшее в 1521—1614 годах. Образовалось из герцогств Юлих и Берг, Клеве, а также графств Равенсберг и Марк.

## История
Герцогство Юлих-Клеве-Берг стало комбинацией из нескольких государств Священной Римской империи.
Герцогства Юлих и Берг объединились в 1423 году. После смерти в 1511 году последнего герцога Юлиха и Берга Вильгельма его владения унаследовал зять, муж его единственной дочери Марии, Иоганн Клевский. В 1521 году умер отец Иоганна, герцог Клевский и граф Маркский Иоганн II, и к нему перешли также и эти титулы. Благодаря династической унии герцогств Иоганн Клевский стал важным игроком европейской политики, и к его дочери Анне посватался сам английский король Генрих VIII.
Смерть в 1609 году бездетного герцога Иоганна Вильгельма положила конец древнему Клевскому дому. Претензии на клевское наследство предъявили мужья его сестёр, герцог Пруссии и пфальцграф Нойбургский, а также более дальний родственник — курфюрст Саксонии. Разгорелась Война за клевское наследство. В 1614 году при посредничестве Франции и Англии был заключён мирный договор, по которому маркграфству Бранденбург переходили герцогство Клевское и графства Марк и Равенсберг, а Пфальц-Нойбургу — герцогства Юлих-Берг и Берг. При этом каждый из наследников должен был управлять в доставшейся ему части именем обоих наследников.
Но борьба за Юлих-Клеве-Берг продолжалась всю Тридцатилетнюю войну и закончилась 19 сентября 1666 года заключением договора в Клеве между пфальцграфом Нойбурга Филиппом Вильгельмом, внуком Филиппа Людвига, и курфюрстом Бранденбурга Фридрихом Вильгельмом, внуком Иоганна Сигизмунда.

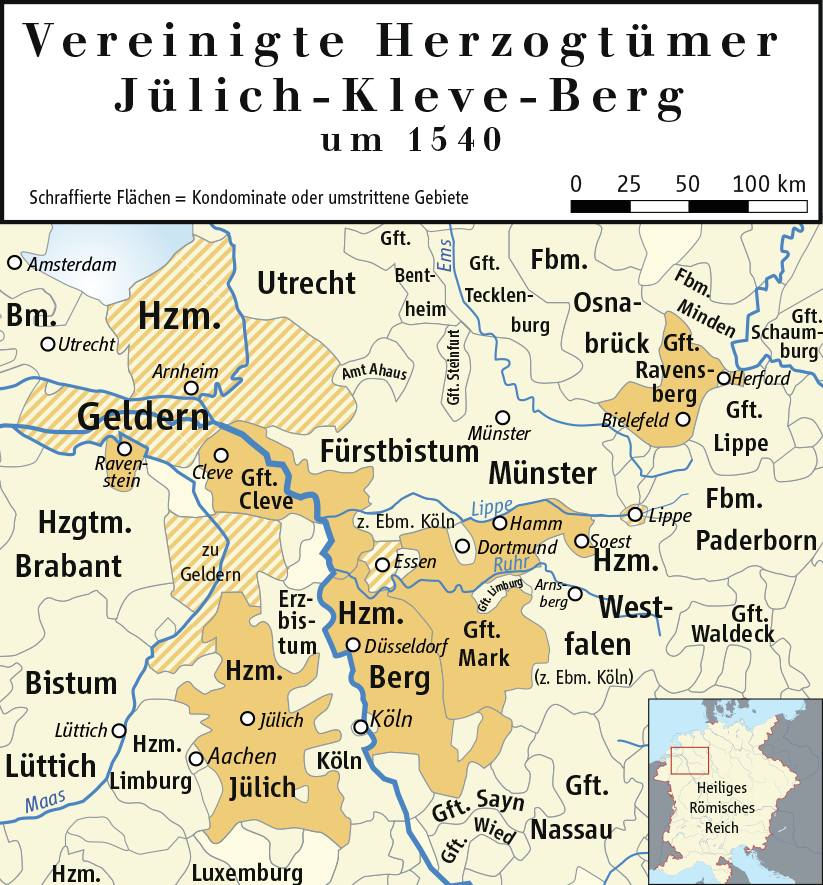
Юлих-Клеве-Берг в 1540 году.

Во время Революционных войн (1794) Юлих-Клеве-Берг оккупировали французы, включившие его в состав новообразованного департамента Рур. C 1809 по 1815 годы титул герцога Бергского носил племянник Наполеона — Людовик II Голландский. По решению Венского конгресса обе части герцогства (как бранденбургская, так и баварская) были переданы Пруссии, образовавшей на этой территории провинцию Юлих-Клеве-Берг со столицей в Кёльне. В 1822 году эти земли были преобразованы в Рейнскую провинцию, северные же округа герцогства, Ситтард и Тегелен, вошли в состав Нидерландов.

## Герцоги
- 1521—1539: Иоганн
- 1539—1592: Вильгельм
- 1592—1609: Иоганн Вильгельм